# 4331 Hubbard
4331 Hubbard је астероид главног астероидног појаса чија средња удаљеност од Сунца износи 2,227 астрономских јединица (АЈ).
Апсолутна магнитуда астероида је 13,6.